# The Country Cousin (film 1919)
The Country Cousin è un film muto del 1919 diretto da Alan Crosland. La sceneggiatura di R. Cecil Smith si basa sul lavoro teatrale The Country Cousin di Booth Tarkington e Julian Street che aveva debuttato al Gaiety Theatre di Broadway il 3 settembre 1917.

## Trama
Nancy lascia la sua azienda agricola in Ohio per accompagnare la cugina Eleanor, erede di una grossa fortuna, a New York. Le due ragazze sono ospiti del padre di Eleanor e della sua seconda moglie, Maude. Quest'ultima però, insieme ai suoi sofisticati amici, non dimostra grande cortesia nei confronti di Nancy quando la ragazza scopre che i raffinati newyorkesi cercano di indurre Eleanor a spendere i suoi soldi in maniera avventata, chiedendole regali costosi come abiti e gioielli. George Tewksbury Reynolds, uno della cerchia di Maude, dopo aver avuto a che fare con Nancy, si sente attratto da lei, ma lei lo respinge. Eleanor, poi, sta per restare coinvolta in uno scandalo quando Archie Gore, un altro degli amici di Maude, la compromette dopo averla ubriacata. La ragazza viene salvata dalla cugina, che sacrifica la propria reputazione per lei. Vedendo che la vita di città non fa per loro, le due giovani decidono di tornarsene in Ohio, dove Eleanor riprende a frequentare un suo vecchio innamorato, Sammy Wilson. Nancy, dal canto suo, vede arrivare da New York Reynolds, che, dopo aver deciso di fare l'agricoltore, ha lasciato per lei le brutte abitudini cittadine.

## Produzione
Il film fu prodotto dalla Selznick Pictures Corporation.

## Distribuzione
Il copyright del film, richiesto dalla Selznick Pictures Corp., fu registrato il 26 ottobre 1919 con il numero LP14366.
Distribuito dalla Select Pictures Corporation, il film uscì nelle sale cinematografiche statunitensi il 2 novembre 1919.